# 33402 Canizares
33402 Canizares este un asteroid din centura principală de asteroizi.

## Descriere
33402 Canizares este un asteroid din centura principală de asteroizi. A fost descoperit pe 12 februarie 1999 la Socorro, New Mexico, în cadrul proiectului LINEAR. Asteroidul prezintă o orbită caracterizată de o semiaxă mare de 2,59 ua, o excentricitate de 0,08 și o înclinație de 15,5° în raport cu ecliptica.